# Animal (Fuck Like a Beast)
«Animal (Fuck Like a Beast)» es una canción de la banda de glam metal estadounidense W.A.S.P., originalmente grabada para ser incluida en el álbum debut de la agrupación, pero tras lanzarse como sencillo, fue finalmente descartada debido a la polémica causada por su letra sexualmente explícita. Escrita por Blackie Lawless, la canción fue publicada como el primer sencillo de la banda. Debido a sus creencias religiosas, Blackie Lawless comentó en una entrevista que la canción nunca sería tocada en vivo nuevamente.

## Lista de canciones
1. «Animal (Fuck Like a Beast)» - 03:07
2. «Show No Mercy» - 03:48